# Bolivar (wieś)
Bolivar – wieś w Stanach Zjednoczonych, w stanie Nowy Jork, w hrabstwie Allegany.